# Alexis de Moscou
Alexis, métropolite de Kiev, puis de Moscou et de toute la Russie (né entre 1292 et 1305 à Moscou - mort le 12 février 1378 à Moscou), occupa le premier siège épiscopal des terres russes et ukrainiennes de 1354 à 1378. C'est un saint de l'Église orthodoxe. Il est fêté par elle le 12 février (dormition), le 20 mai, et le 5 octobre (dates du calendrier julien).

## Biographie
Son père Fiodor Akinfovitch Biakont était le gouverneur de la ville sous le premier prince moscovite Daniel Alexandrovitch. Lors de son baptême, on lui donna le nom d'Éleuthère (qui dans le langage courant sonna comme Alfereï), et son parrain fut le futur prince Ivan Danilovitch Kalita (mort en 1340).
En 1320, il entra au Monastère de l'Épiphanie de Moscou, où il passa plus de vingt ans en menant une vie d'ascète. Il fut accueilli au monastère par celui qui devint saint Serge de Radonège.
Puis le métropolite de Moscou d’alors, Théognoste, le désigna comme vicaire et lui confia la direction des affaires judiciaires de l'Église. En 1353, vers la fin de sa vie, Théognoste fit de lui son successeur l'élevant ainsi à l'épiscopat. Alexis est d'abord nommé métropolite de Kiev et de toute la Russie en 1354 : il est confirmé par le patriarche de Constantinople en 1356.
Alexis fonda, en 1365, au Kremlin, le Couvent du Miracle (en russe Tchoudov monastyr) [Miracle de l'Archange Michel à Khoni], devenu si célèbre où pendant des centaines d'années était concentrée la vie religieuse de la capitale.

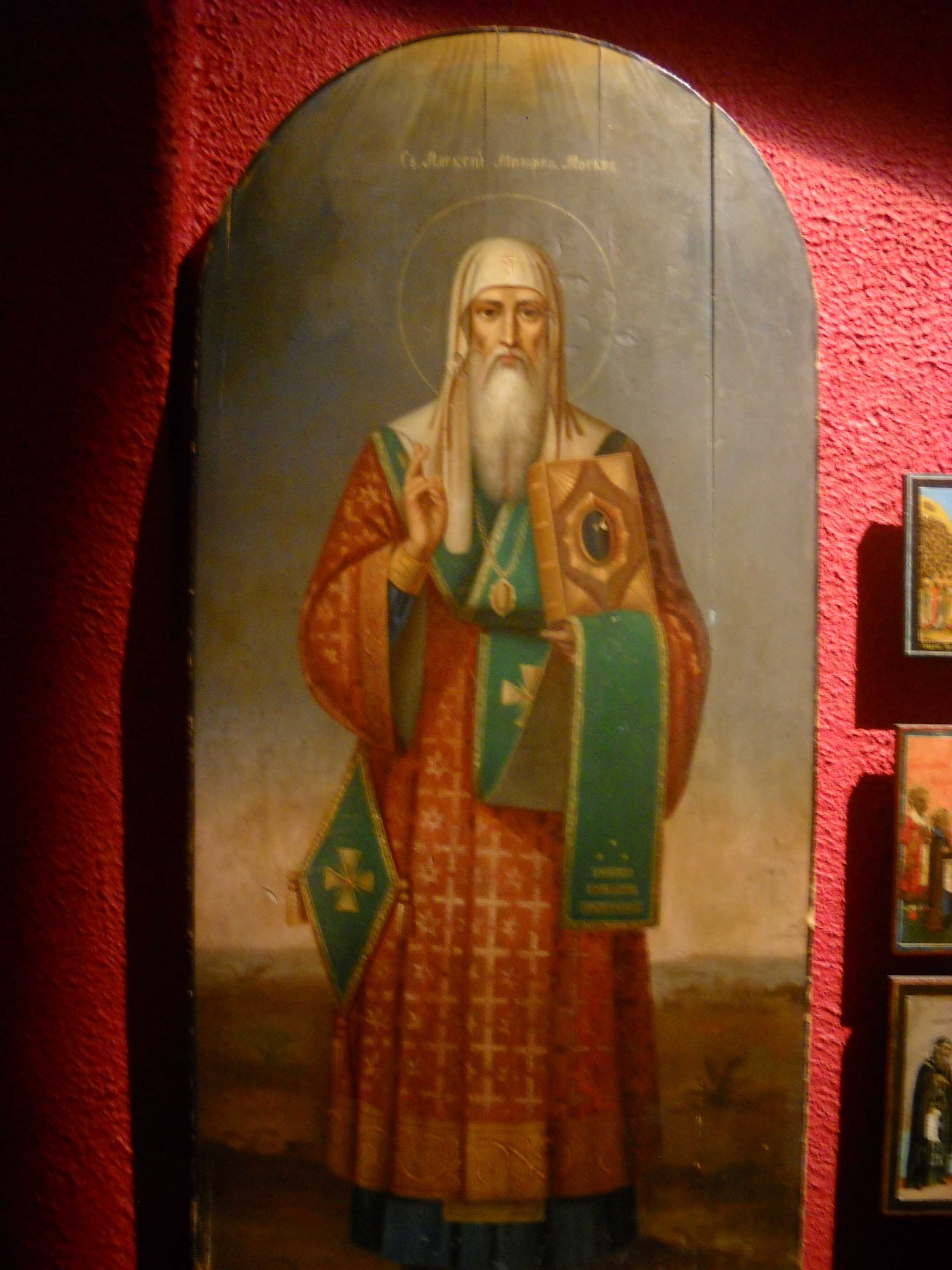
Saint Alexis.

Il fut le premier métropolite à transférer sa résidence dans la ville de Moscou, autour de laquelle commençait à s'unifier la Russie alors morcelée.
Lorsque le prince Dimitri Ivanovitch, surnommé plus tard « Donskoï », était en bas âge, le métropolite Alexis exerça en fait le pouvoir aussi bien spirituel que temporel. Et c'est lui qui inculqua au jeune prince la vaillance et la force morale qui lui permirent de porter aux Tatars un coup décisif à Koulikovo en 1380.[réf. nécessaire]
Il joua un grand rôle dans la fondation de l'État moscovite et fut l'un des défenseurs de la théorie de la troisième Rome. C'était le temps où Moscou aspirait à devenir la troisième Rome, les deux premières, Rome et Byzance, ayant à jamais, aux yeux des Russes, perdu leur primauté. Métropolite de Moscou, Alexis avait dans l'idée que lui-même et ses successeurs étaient appelés à devenir les chefs de toute la chrétienté.
À sa mort en 1378, Alexis fut inhumé au Couvent du Miracle, mais, dès 1431, ses reliques furent exhumées et on constata qu'elles étaient restées incorrompues. À partir de cette époque-là, on institua sa vénération en tant que saint.
Les reliques de saint Alexis ont été transférées à la cathédrale de l'Épiphanie le 16 octobre 1948, quand l'Église célébrait le huitième centenaire de Moscou.
Pour ses compatriotes, c'est un des thaumaturges de toute la Russie, par opposition à ceux qui ne font leurs miracles que dans une région déterminée.
On lui doit la traduction des Évangiles en russe à partir du grec.